# Liam Hemsworth
Liam Hemsworth (født 13. januar 1990) er en australsk skuespiller. Han fik rollen som Josh Taylor i sæbeoperaen Neighbours og som "Marcus" i børne-tv-serien The Elephant Princess. Han fik sit gennembrud i den amerikanske film The Last Song, der blev udgivet den 31. marts, 2010. Hemsworths ældre brødre, Luke og Chris, er også skuespillere og inspirerede Hemsworth til selv at blive skuespiller.

## Karriere
Før Hemsworth blev skuespiller, havde han lagt gulve i et halvt år. Han begyndte seriøst at overveje at følge i sine ældre brødres fodspor og blive skuespiller i high school og fik hurtigt skaffet sig en agent. Han gik til sin første audition i alderen af 16 år og hans karriere begyndte i 2007 med gæsteoptrædener i serierne Home and Away og McLeod's Daughters. I ugen for den 8. juli 2007, begyndte Hemsworth på optagelserne til afsnit af Neighbours, en australsk sæbeopera, som hans bror, Luke, tidligere havde medvirket i. Hemsworths karakter, Josh Taylor, blev en tilbagevendende rolle fra 2007 til 2008. I serien er Josh en atletisk delvist lammet dreng, der får et forhold til karakteren Bridget Parker, efter hun bliver lam i den ene side af kroppen efter en bilulykke. I 2008 medvirkede Hemsworth i børne-tv-serien The Elephant Princess, som "Marcus", den flotte ledende guitarist i hovedpersonens band. Hemsworth fik senere roller i tv-serien Satisfaction og i den britiske film Triangle. Han medvirkede også kort som en MIT-studerende i filmen Knowing.
I 2009 blev Hemsworth udvalgt til at spille overfor Sylvester Stallone i Stallones film fra 2010, The Expendables, men Hemsworths karakter blev skrevet ud af manuskriptet. Hemsworths bror, Chris, fortalte, at, blot få timer efter at Hemsworth havde fået beskeden, om han ikke længere skulle medvirke i Stallones film, blev ringet op af Movieline-instruktøren Kenneth Branagh, fordi Branagh ville have ham til audition til hovedrollen i Thor (Marvel Comics)-filmen fra 2011, nemlig Thor. Hemsworth flyttede til USA i marts 2009 for at kunne deltage i audition. Selvom han tabte rollen til broren Chris i maj, annoncerede Disney, senere samme uge, at Hemsworth havde fået rollen som Will Blakelee i ungdomsdramaet The Last Song fra 2010, baseret på en af Nicholas Sparks' bøger af samme navn. Hemsworth spiller Miley Cyrus' karakters kæreste i filmen. Nikki Finke reporterede, at Hemsworth havde været i Los Angeles i bare tre uger og havde da endnu ikke fundet sig en agent, da han fik rollen. Som det næste, medvirkede Hemsworth i Cyrus' musikvideo til "When I Look at You", som blev optaget den 16. august 2009.
I september 2009 deltog Hemsworth i en middagsbegivenhed for at støtte Foxtel, et australsk betalingsfirma. I marts 2010, valgte bladet Details Hemsworth som deres bud på "The Next Generation of Hollywood's Leading Men". Senere den måned blev det annonceret at Hemsworth var med i forhandlinger om, at medvirke i Arabian Nights, en 3D-actionfilm, som ville blive instrueret af Chuck Russell for Inferno Entertainment. Det blev senere bekræftet, at han skulle medvirke i filmen. Han har også fortalt, at han var tilbudt hovedrollen i "Northern Lights" efter Twilight-stjernen Taylor Lautner trak sig det David Ellison-finansierede projekt.
Det blev annonceret i august 2010, at Hemsworth var blevet tilbudt rollen som Isaac Gildea i filmen "The Throwback", et sportsdrama med Dennis Quaid. Der havde tidligere verseret rygter om, at Taylor Swift skulle medvirke, men fik ikke en rolle tilbudt.
Hemsworth var vært Nickelodeon Australian Kids' Choice Awards 2010. Han og Miley Cyrus vandt i kategorien "Fave Kiss".
Hemsworth medvirkede i Zac Brown Bands musikvido til sangen Colder Weather. Musikvideoen havde premiere den 14. februar, 2011.

Den 4. april 2011 annoncerede Lionsgate, at Hemsworth skulle have en af hovedrollerne, Gale Hawthorne, i en The Hunger Games-filmadaptation.

## Privat
Hemsworth blev født i Melbourne, Australien, som søn af Craig og Leonie Hemsworth. Hans ældre brødre er skuespillerne Chris Hemsworth og Luke Hemsworth. Hemsworth sagde, at trods konkurrencen om jobs, der er imellem dem, er det venligt ment: "Vi er brødre og vi konkurrerer altid, men det er en god ting, det rykker os og vi er der altid, hvis nogen af os får et job."
Da Hemsworth gik i 8. klasse, flyttede han og hans familie til Phillip Island, som er en mindre ø. Hemsworth siger, at han brugte meget af tid der med at surfe med sin brødre. Ifølge Hemsworths klassekammerat Laura Griffin, kunne "alle piger kunne lide ham. Han var populær, lidt af en komiker og han fik mig til at le." I marts 2009 flyttede Hemsworth til USA, for at hjælpe sin karriere på vej. Han og hans bror Chris boede først i et gæstehus, lånt af Chris' agent William Ward, før de lejede deres egen lejlighed i Los Angeles, hvor de stadig bor.
Hemsworth mødte musiker og skuespillerinde Miley Ray Cyrus i sommeren 2009. De begyndte at se hinanden privat, og trods flere små brud var de sammen længe. Parret blev endda forlovet, men i 2013, efter Miley Cyrus' radikale attitudeændring, gik parret fra hinanden efter ikke at være blevet set offentligt sammen i lange perioder samt rygter om et sidespring fra Liams side med skuespilleren January Jones. I 2018 blev Cyrus og Hemsworth gift.

## Filantropi
Hemsworth er ambassadør for Australian Childhood Foundation. Hemsworth fortalte om sin forbindelse med fonden, "Jeg har de bedste forældre, man kunne ønske sig. De har arbejdet med børn i 20 år og har støttet mig og givet mig mod på livet. Verden er skræmmende nok for børn. Det er vigtigt, at deres hjem altid er trygt og sikkert." Da han blev spurgt, om han synes, at han var helt for børnene, svarede Hemsworth, "Jeg ved ikke, om jeg er en helt for børn, men jeg vil gerne være det. Jeg vil gerne være en god rollemodel."

## Filmografi
| Film            | Film                                 | Film                    | Film            |
| År              | Film                                 | Rolle                   | Noter           |
| --------------- | ------------------------------------ | ----------------------- | --------------- |
| 2009            | Knowing                              | Spencer                 |                 |
| 2009            | Triangle                             | Victor                  |                 |
| 2010            | The Last Song                        | Will Blakelee           | Hovedrolle      |
| 2011            | The Throwback                        | Isaac Gildea            | Hovedrolle      |
| 2011            | Arabian Nights                       | Ukendt                  | Hovedrolle      |
| 2012            | The Hunger Games                     | Gale Hawthorne          |                 |
| 2012            | The Expendables 2                    | Billy "The Kid" Timmons |                 |
| 2013            | Love and Honor                       | Mickey Wright           |                 |
| 2013            | Paranoia                             | Adam Cassidy            |                 |
| 2013            | Empire State                         | Chris Potamitis         |                 |
| 2013            | The Hunger Games: Catching Fire      | Gale Hawthorne          |                 |
| 2014            | Cut Bank                             | Dwayne McLaren          |                 |
| 2014            | The Hunger Games: Mockingjay - Del 1 | Gale Hawthorne          |                 |
| 2015            | The Hunger Games: Mockingjay - Del 2 | Gale Hawthorne          | Post-production |
| 2015            | By Way of Helena                     | David Kingston          | Post-production |
| 2015            | The Dressmaker                       | Ted McSwiney            | Post-production |
| 2016            | Independence Day: Resurgence         | Jake Morrison           | Filming         |
| Tv              |                                      |                         |                 |
| År              | Titel                                | Rolle                   | Noter           |
| 2007            | Home and Away                        | Gæstestjerne            |                 |
| 2007            | McLeod's Daughters                   | Damon                   |                 |
| 2007–2008       | Neighbours                           | Josh Taylor             |                 |
| 2008–2009       | The Elephant Princess                | Marcus                  |                 |
| 2009            | Satisfaction                         | Marc                    |                 |
| Gæsteoptrædener |                                      |                         |                 |
| 2010            | Young Hollywood Awards               | Sig selv                | "Award show"    |
| 2010            | Nickelodeon Kids Choice Awards       | Sig selv                | Vært            |
| Musikvideo      |                                      |                         |                 |
| År              | Titel                                | Artist                  | Noter           |
| 2009            | "When I Look At You"                 | Miley Cyrus             |                 |
| 2011            | "Colder Weather"                     | Zac Brown Band"         |                 |

## Awards
| Awards | Awards    | Awards                                          | Awards                                       | Awards            |
| År     | Resultat  | Award                                           | Kategori                                     | Nomineret arbejde |
| ------ | --------- | ----------------------------------------------- | -------------------------------------------- | ----------------- |
| 2010   | Vandt     | Young Hollywood Awards                          | Young Hollywood Breakthrough of the Year     | The Last Song     |
| 2010   | Vandt     | Teen Choice Awards                              | Choice Movie: Male Breakout                  | The Last Song     |
| 2010   | Nomineret | Teen Choice Awards                              | Choice Movie: Liplock (delt med Miley Cyrus) | The Last Song     |
| 2010   | Nomineret | Teen Choice Awards                              | Choice Movie: Drama                          | The Last Song     |
| 2010   | Nomineret | Teen Choice Awards                              | Choice Movie: Chemistry                      | The Last Song     |
| 2010   | Vandt     | Nickelodeon Australian Kids' Choice Awards 2010 | Kids Choice: Fave kiss                       | The Last Song     |